# ムーン川

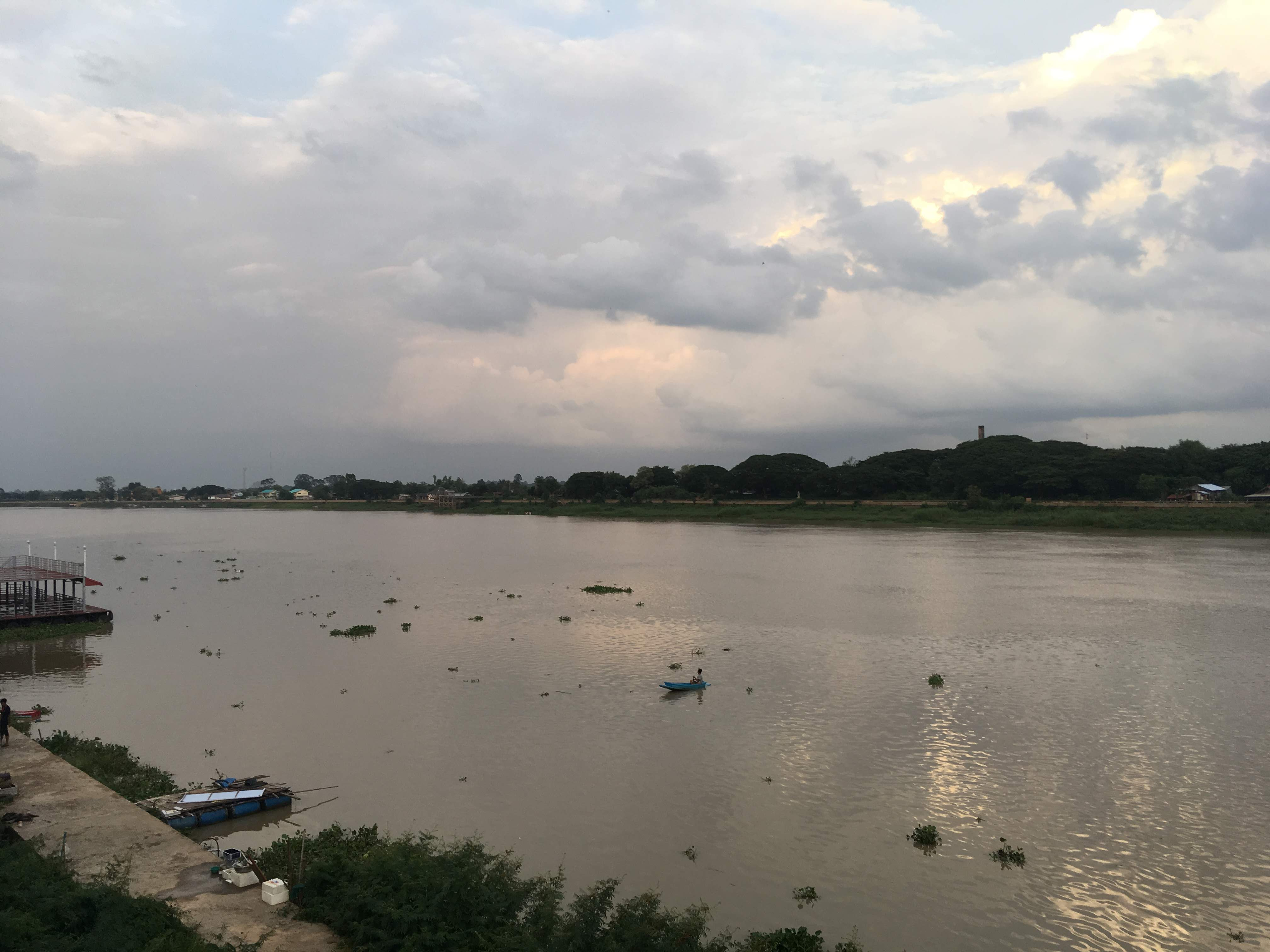
ウボンラーチャターニー県を流れるムーン川。

ムーン川（ムーンがわ、タイ語: แม่น้ำมูล）、もしくはムン川は、タイ王国の東北部、コーラート台地を流れる河川。メコン川の主要な支流のひとつである。総延長750km、流域面積は69700km2。現地での呼称はメナムムン。

## 流路

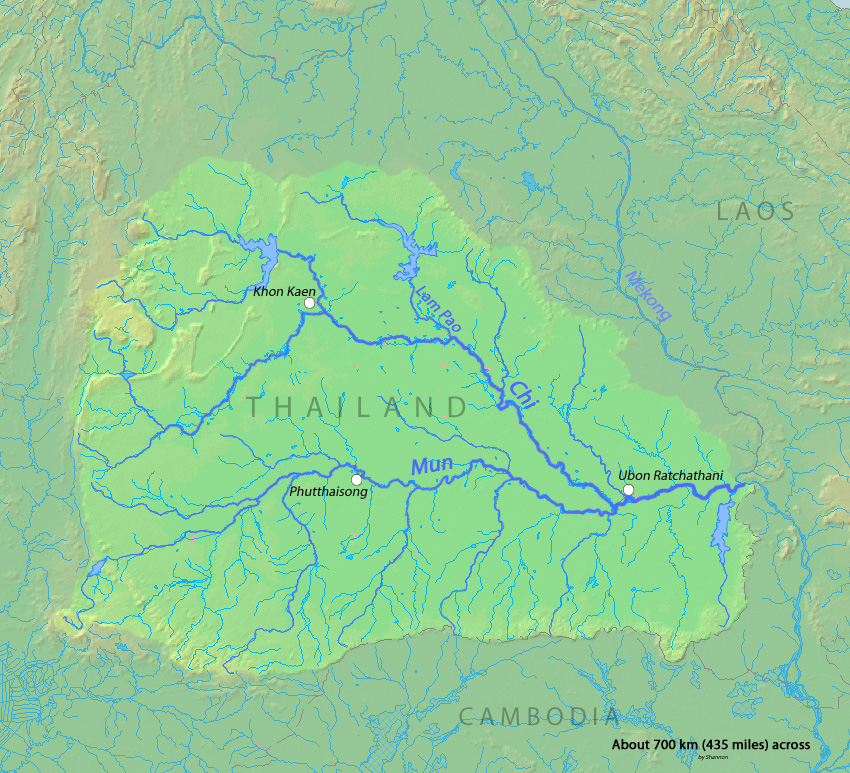
ムーン川流域図。

源流はナコーンラーチャシーマー県のサンカムペーン山脈にあるラマン山（標高992m）。ナコーンラーチャシーマー県からコーラート台地の南部を西から東へ流れ、ブリーラム県、スリン県、シーサケート県を通過。ウボンラーチャターニー県コーンチアム郡でメコン川に合流する。途中でチー川をはじめ、ペッチャブーン山脈の東斜面に発する多数の支流が合流する。メコン川との合流地点はラオスとの国境にあたる。
構造平野を侵食して流れ、河岸沿いに比高の低い自然堤防がみられる。しかし自然堤防では浸水が避けられないため、集落はより高い構造平野上もしくは河岸段丘上に形成される。流域の主要都市であるウボンなどが代表例である。

## 治水と洪水
流域の71%が農地、21%が森林で形成される。流域の平均気温は27℃。平均湿度は73%。
本流に建設されたムーンボンダム(Moon-bon Dam, Mun Bon)をはじめ、各地の支流の上流部にはラムパーオダム、ウボンラットダム、最上流部のラムタコーンダムなど何か所かダムが建設されている。またメコン川との合流点直前にはシリントーンダムからの支流が合流する。
ムーン川の流れるコーラート台地は、地下に数百メートルの岩塩層を保有し、乾季には地表に塩が析出するため農業が難しい。また年間降水量が約1260mmと少なく（雨季約1120mm、乾季約140mm）、年によって降水量の変化も大きい。そのため旱魃と洪水を繰り返す土地柄である。農作物の収量が天候に左右されて安定しないことから生産性が低く、農業収入が国内の他地域に比べ低かった（ただし1990年代以降は農家の現金収入源が多様化し、専業の農家の割合は激減している）。大規模な水源開発が困難な地にあって、これらのダムは灌漑用水として重要な地位を占めている。
ムーン川水系はコーラート台地上にコーラート盆地を形成し、台地面積の3分の2を占めているが、盆地への降水は支流を介してすべてムーン川に集約されるため、下流部では構造的に洪水が発生しやすい。特にウボンラーチャターニー県付近では毎年のように洪水が発生する。2011年のタイ洪水でもこの地域に被害が発生しているほか、2022年にも大規模な洪水が発生している。
雨季と乾季の流量の差が著しく、最大流量は3000m3/sに達する一方、最少流量は13m3/sにまで落ち込む。かつてはウボンラーチャターニー県からナコーンラーチャシーマー県を結ぶ主要な交通路として航路が発展したが、乾季は流量が不足するため船の航行ができず、陸路での代替を余儀なくされていた。

## 漁業
流域での農業に難がある一方、ムーン川では漁業が盛んに行われ、タンパク質の摂取源の6割を魚に依存しているといわれる。特に雨季にはメコン川から多くの魚が遡上して回遊、産卵することから、この時期に大量に漁獲し、新鮮なものはそのまま調理して食べ、余った分をパーデークに加工して保存したり、市場で販売、もしくは近隣で採れる米などの農作物や塩と交換する文化が発達した。下流域には漁業を生業とする住民も多く、主な漁法に「トゥム・ラーン」と呼ばれるもんどりに近い漁具を使うものや、「トゥム・プラーヨン」と呼ばれる全長7-8m近い巨大な漁具を使うものがある。川沿いの住民だけでなく、農閑期には川から離れた地域の住民も川へ来て魚を捕ることがある。貧困にあえぐタイ東北部でムーン川の魚は貴重な食糧源としてだけでなく、（あらゆるものと交換できるという面で）通貨に匹敵する価値を持っているとされ、ムーン川が漁業に果たす役割は非常に重要である。
メコン川流域はインドシナ戦争やカンボジア内戦などの影響により国際支援による大型開発から長く取り残されていたが、1990年代以降に内戦終結など地域の政情が安定すると、アジア開発銀行、世界銀行、各国政府など国際社会による開発が進んだ。とりわけ大型ダムの建設は、経済発展のための電力供給や売電による外貨獲得、治水・灌漑を目的として、メコン川本支流に多く計画された。
その一環としてムーン川とメコン川への合流点の直前に水力発電用のパクムーンダムの建設が計画された。しかし、これが回遊魚の遡上に悪影響を与えるとして大規模な建設反対運動が起こった。1994年にダムは完成したが、漁業対策として回遊魚に配慮し魚道を確保するとされた。しかし漁獲高は激減し、住民が経済的に困窮したり、都市への出稼ぎによる一家離散など大きな影響が出ている。ダム建設により回遊魚の産卵場所だった岩場が破壊され、魚道にもほとんど効果がないと住民から批判が出ている。漁業被害を受けたとして抗議を続ける住民は2500世帯を超え、3000人によるダムの占拠、バンコクでのデモ活動やハンガーストライキの実行など、水門を開けて自然を回復するよう、完成から10年以上が経過しても反対運動が続いている。またダム自体も水量不足の影響で計画発電量136kWの半分以下しか発電できていないほか、水没地に対する補償も当初の約束額が守られていない。これら反対運動に押され、タイ政府は2002年に年4ヶ月の部分的水門開放を約束したが、住民の求める水門の永久開放は実現しておらず、部分的開放が本当に履行されるかも不透明となっている。

## 主な支流
- ランパパン川[2]
- ラムタコーン川（英語版）
- チー川（英語版）
- ラムドムヤエ川(Lam dom yai)

## 沿岸の主要都市
- ウボン（ウボンラーチャターニー）
- コーラート（ナコーンラーチャシーマー）